# Stephan Barton
Stephan Barton (* 1953 in Jena) ist ein deutscher Strafrechtswissenschaftler, Professor an der Universität Bielefeld und Strafverteidiger.

## Werdegang
Barton studierte von 1972 bis 1978 in Bremen in der Einstufigen Juristenausbildung.
Von 1978 bis 1980 war er wissenschaftlicher Mitarbeiter bei Werner Maihofer an der Fakultät für Rechtswissenschaft der Universität Bielefeld. Anschließend leistete er seinen Zivildienst bei der Bremischen Straffälligenhilfe, wo er u. a. eine Schuldenregulierungsstelle für Straffällige errichtete.
Der Promotion zum Dr. jur. an der Universität Bremen im Jahr 1981 schloss sich 1982 bis 1988 eine Hochschulassistenz (C 1) an der Universität Hamburg (Fachbereich Rechtswissenschaft II) an.
Von 1988 bis 1994 war Barton als Rechtsanwalt (Strafverteidiger) in Bremen niedergelassen; er blieb auch später als Strafverteidiger aktiv. Als Strafverteidiger war er u. a. Beschwerdeführer im Verfassungsbeschwerdeverfahren gegen die Vermögensstrafe.
Von 1989 bis 1991 übernahm er eine Vertretungsprofessur an der Universität Hamburg, wo 1993 auch seine Habilitation erfolgte.
Seit 1994 ist er Professor für Strafrecht und Strafprozessrecht an der Universität Bielefeld, seit 2019 pensioniert.
Seine Forschungsschwerpunkte liegen in der empirischen Justizforschung, ferner in den Bereichen der Strafverteidigung, der Nebenklage und der Revision in Strafsachen.
Am 12. Mai 2023 erhielt Barton anlässlich seines 70. Geburtstages zu seinen Ehren eine Festschrift überreicht.

## Werke (Auswahl)
- Stephan Barton: Einführung in die Strafverteidigung. 2. Aufl. München 2013, ISBN 978-3-406-65498-5; ins Spanische übersetzt von Leonardo G. Brond: Introducción al la defensa penal. Edition Hammurabi, Buenos Aires, 2015, ISBN 978-950-741-716-0
- Stephan Barton. Mindeststandards der Strafverteidigung. 1994, ISBN 978-3-7890-3421-3
- Stephan Barton: Die Revisionsrechtsprechung des BGH in Strafsachen. 1999, ISBN 3-472-03981-7
- Stephan Barton, Christian Flotho: Opferanwälte im Strafverfahren. 2010, ISBN 978-3-8329-5345-4
- Stephan Barton (Hrsg.), Strafverteidigung 2020 – Aktuelle Probleme, grundsätzliche Fragen – und ein Blick in die Zukunft, 2020, ISBN 978-3-339-10000-9
- Eidam/Lindemann/Neuhaus/Ransiek (Hrsg.), Festschrift für Stephan Barton zum 70. Geburtstag, Heidelberg 2023, ISBN 978-3-8114-5419-4

## Auszeichnungen
- Ehrenmedaille der Rechtsanwaltskammer Hamm in Anerkennung der um den anwaltlichen Berufsstand und die Rechtsanwaltskammer erworbenen besonderen Verdienste (12. September 2012).[2]
- Ehrenpreis „pro reo“ der Arbeitsgemeinschaft Strafrecht des Deutschen Anwaltvereins für Verdienste um die Professionalisierung der Strafverteidigung (9. November 2019).[3]
- Ehrenmitgliedschaft der Strafverteidigervereinigung NRW e.V. (8. September 2021).